# Dumas (Arkansas)
Dumas ist eine City im Desha County im Bundesstaat Arkansas der Vereinigten Staaten. Bei der letzten Volkszählung im Jahr 2010 hatte Dumas 4706 Einwohner.

## Lage
Dumas liegt im Südosten des Bundesstaates Arkansas in der Region Arkansas Delta, rund 40 Kilometer westlich der Grenze zum Bundesstaat Mississippi. Die nächstgelegene größere Stadt, Pine Bluff, ist 62 Kilometer von Dumas entfernt. Unmittelbar nördlich von Dumas liegt das Dorf Mitchellville, weitere Nachbarorte sind Back Gate im Osten und Pickens im Süden.
In Dumas liegt der Verkehrsknotenpunkt der U.S. Highways 65 und 165. Außerdem verläuft der Arkansas Highway 54 durch die Stadt. Auf dem Gebiet der Stadt liegt der Verkehrsflughafen Billy Free Memorial Airport. Östlich der Stadt fließt der Boeuf River.

## Geschichte
Das Gebiet, auf dem die Stadt Dumas heute liegt, war ursprünglich Farmland. Im Jahr 1870 kaufte der französischstämmige Händler William B. Dumas das Farmland von der Familie Abercrombie Holmes und ließ sich dort nieder. Nach der Verlängerung der Missouri Pacific Railroad nach Dumas begann die Siedlung nach und nach zu wachsen. Bereits in den 1890er-Jahren begann man mit der Einrichtung eines Schulsystems. Aufgrund der Rassentrennung erfolgte 1898 die Eröffnung einer Schule für afroamerikanische Schulkinder. Im Jahr 1904 wurde Dumas inkorporiert und erhielt den Namen des Stadtgründers. Erster Bürgermeister und Postmaster von Dumas war Gus Waterman.
Wirtschaftlich war Dumas vor allem durch den Anbau von Baumwolle geprägt. Durch die Wirtschaft in der Stadt wuchs die Bevölkerungszahl von Dumas weiter an und es entstanden Sägewerke und Holzverarbeitungsbetriebe. Die Lage an der Eisenbahnstrecke sowie am Arkansas–Louisiana Highway machte Dumas zu einem wichtigen Handelsort. Des Weiteren wurde in Dumas Landwirtschaft betrieben und es gab in der Stadt mehrere Geschäfte, eine Bank und eine Möbelfabrik. Aufgrund der Lage der Stadt zwischen dem Mississippi und dem Arkansas River wurde Dumas mehrfach überflutet. Beim Mississippi-Hochwasser von 1926 wurde die gesamte Stadt unter Wasser gesetzt, im folgenden Jahr blieb Dumas von einem Hochwasser nur knapp verschont.

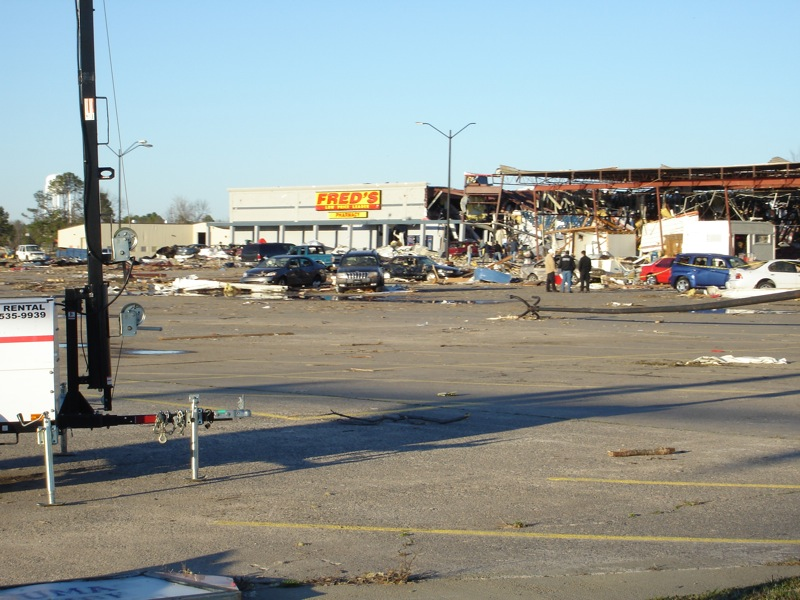
Schäden nach dem Tornado von 2007

Am 24. Februar 2007 wurde Dumas von einem Tornado der Stärke drei auf der Fujita-Skala getroffen. Durch den Tornado wurden 25 Wohnhäuser und mehrere Geschäftsgebäude zerstört und weitere beschädigt, insgesamt 40 Menschen wurden verletzt. Nach dem Sturm äußerte sich der U.S. Senator Mark Pryor negativ gegenüber der Federal Emergency Management Agency.

## Bevölkerung

### Census 2010
Beim United States Census 2010 hatte Dumas 4706 Einwohner, die sich auf 1893 Haushalte und 1307 Familien verteilten. 32,2 % der Einwohner waren Weiße, 63,2 % Afroamerikaner, 0,5 % Asiaten und 0,1 % amerikanische Ureinwohner; 3,3 % der Einwohner waren anderer Abstammung und 0,7 % hatten zwei oder mehr Abstammungen. Hispanics und Latinos jeglicher Abstammung machten 5,4 % der Gesamtbevölkerung aus.
In 37,9 % der Haushalte lebten verheiratete Ehepaare, 26,6 % der Haushalte setzten sich aus alleinstehenden Frauen und 4,6 % aus alleinstehenden Männern zusammen. 36,0 % der Haushalte hatten Kinder unter 18 Jahren, die bei ihnen wohnten und in 26,5 % der Haushalte lebten Senioren über 65 Jahre.
Das Medianalter lag in Dumas im Jahr 2010 bei 35,2 Jahren. 28,4 % der Einwohner waren jünger als 18 Jahre, 9,0 % waren zwischen 18 und 24, 22,9 % zwischen 25 und 44, 25,6 % zwischen 45 und 64 und 14,1 % der Einwohner waren 65 Jahre oder älter. 46,0 % der Einwohner waren männlich und 54,0 % weiblich.

### Census 2000
Beim United States Census 2000 lebten in Dumas 5238 Einwohner in 1977 Haushalten und 1399 Familien. 26,62 % der Einwohner waren Weiße, 70,02 % Afroamerikaner, 0,50 % Asiaten, 0,08 % amerikanische Ureinwohner und 2,78 % anderer oder mehrerer Abstammungen. Zum Zeitpunkt der Volkszählung betrug das Medianeinkommen in Dumas pro Haushalt 25.754 US-Dollar und pro Familie 32.255 US-Dollar. Das durchschnittliche Pro-Kopf-Einkommen lag bei 12.727 US-Dollar. 28,8 % der Einwohner von Dumas lebten unterhalb der Armutsgrenze, darunter 39,9 % der minderjährigen Bevölkerung und 23,4 % der Einwohner über 65 Jahren.

## Persönlichkeiten
- Jim Hines (1946–2023), Sprinter und Olympiasieger im 4-mal-100-Meter-Lauf
- Gerald Johnson (* 20. Jahrhundert), Schauspieler und Synchronsprecher